# James Guy
James Guy (født 1995) er en britisk svømmer.

## Karriere
Han repræsenterede Storbritannien ved sommer-OL 2016 i Rio de Janeiro, hvor han vandt to sølvmedaljer.
I 2021 vandt James Guy guld for Storbritannien i 4×200 meter stafet ved sommer-OL 2020 i Tokyo og var medlem af 4×100 meter fri stafetholdet, hvor holdet kom på 9. pladsen i det indledende heat og kvalificerede sig ikke til finalen. Han var også tilmeldt 100 meter butterfly, men deltog ikke. [ 6 ]